# Comuni d'Italia (V)
Questa pagina contiene l'elenco dei comuni italiani il cui nome inizia con la lettera V.
Per ogni comune vengono indicate la provincia e la regione di appartenenza.
| Comune                          | Provincia             | Regione               |
| ------------------------------- | --------------------- | --------------------- |
| Vaccarizzo Albanese             | Cosenza               | Calabria              |
| Vacone                          | Rieti                 | Lazio                 |
| Vacri                           | Chieti                | Abruzzo               |
| Vadena                          | Bolzano               | Trentino-Alto Adige   |
| Vado Ligure                     | Savona                | Liguria               |
| Vagli Sotto                     | Lucca                 | Toscana               |
| Vaglia                          | Firenze               | Toscana               |
| Vaglio Basilicata               | Potenza               | Basilicata            |
| Vaglio Serra                    | Asti                  | Piemonte              |
| Vaiano                          | Prato                 | Toscana               |
| Vaiano Cremasco                 | Cremona               | Lombardia             |
| Vaie                            | Torino                | Piemonte              |
| Vailate                         | Cremona               | Lombardia             |
| Vairano Patenora                | Caserta               | Campania              |
| Vajont                          | Pordenone             | Friuli-Venezia Giulia |
| Val Brembilla                   | Bergamo               | Lombardia             |
| Val della Torre                 | Torino                | Piemonte              |
| Val di Chy                      | Torino                | Piemonte              |
| Val di Nizza                    | Pavia                 | Lombardia             |
| Val di Vizze                    | Bolzano               | Trentino-Alto Adige   |
| Val di Zoldo                    | Belluno               | Veneto                |
| Val Liona                       | Vicenza               | Veneto                |
| Val Masino                      | Sondrio               | Lombardia             |
| Val Rezzo                       | Como                  | Lombardia             |
| Valbondione                     | Bergamo               | Lombardia             |
| Valbrembo                       | Bergamo               | Lombardia             |
| Valbrenta                       | Vicenza               | Veneto                |
| Valbrevenna                     | Genova                | Liguria               |
| Valbrona                        | Como                  | Lombardia             |
| Valchiusa                       | Torino                | Piemonte              |
| Valdagno                        | Vicenza               | Veneto                |
| Valdaone                        | Trento                | Trentino-Alto Adige   |
| Valdaora                        | Bolzano               | Trentino-Alto Adige   |
| Valdastico                      | Vicenza               | Veneto                |
| Valdengo                        | Biella                | Piemonte              |
| Valderice                       | Trapani               | Sicilia               |
| Valdidentro                     | Sondrio               | Lombardia             |
| Valdieri                        | Cuneo                 | Piemonte              |
| Valdilana                       | Biella                | Piemonte              |
| Valdina                         | Messina               | Sicilia               |
| Valdisotto                      | Sondrio               | Lombardia             |
| Valdobbiadene                   | Treviso               | Veneto                |
| Valduggia                       | Vercelli              | Piemonte              |
| Valeggio                        | Pavia                 | Lombardia             |
| Valeggio sul Mincio             | Verona                | Veneto                |
| Valentano                       | Viterbo               | Lazio                 |
| Valenza                         | Alessandria           | Piemonte              |
| Valenzano                       | Bari                  | Puglia                |
| Valera Fratta                   | Lodi                  | Lombardia             |
| Valfabbrica                     | Perugia               | Umbria                |
| Valfenera                       | Asti                  | Piemonte              |
| Valfloriana                     | Trento                | Trentino-Alto Adige   |
| Valfornace                      | Macerata              | Marche                |
| Valfurva                        | Sondrio               | Lombardia             |
| Valganna                        | Varese                | Lombardia             |
| Valgioie                        | Torino                | Piemonte              |
| Valgoglio                       | Bergamo               | Lombardia             |
| Valgrana                        | Cuneo                 | Piemonte              |
| Valgreghentino                  | Lecco                 | Lombardia             |
| Valgrisenche                    | Aosta                 | Valle d'Aosta         |
| Valguarnera Caropepe            | Enna                  | Sicilia               |
| Vallada Agordina                | Belluno               | Veneto                |
| Vallanzengo                     | Biella                | Piemonte              |
| Vallarsa                        | Trento                | Trentino-Alto Adige   |
| Vallata                         | Avellino              | Campania              |
| Valle Agricola                  | Caserta               | Campania              |
| Valle Aurina                    | Bolzano               | Trentino-Alto Adige   |
| Valle Cannobina                 | Verbano-Cusio-Ossola  | Piemonte              |
| Valle Castellana                | Teramo                | Abruzzo               |
| Valle dell'Angelo               | Salerno               | Campania              |
| Valle di Cadore                 | Belluno               | Veneto                |
| Valle di Casies                 | Bolzano               | Trentino-Alto Adige   |
| Valle di Maddaloni              | Caserta               | Campania              |
| Valle Lomellina                 | Pavia                 | Lombardia             |
| Valle Salimbene                 | Pavia                 | Lombardia             |
| Valle San Nicolao               | Biella                | Piemonte              |
| Vallebona                       | Imperia               | Liguria               |
| Vallecorsa                      | Frosinone             | Lazio                 |
| Vallecrosia                     | Imperia               | Liguria               |
| Valledolmo                      | Palermo               | Sicilia               |
| Valledoria                      | Sassari               | Sardegna              |
| Vallefiorita                    | Catanzaro             | Calabria              |
| Vallefoglia                     | Pesaro e Urbino       | Marche                |
| Vallelaghi                      | Trento                | Trentino-Alto Adige   |
| Vallelonga                      | Vibo Valentia         | Calabria              |
| Vallelunga Pratameno            | Caltanissetta         | Sicilia               |
| Vallemaio                       | Frosinone             | Lazio                 |
| Vallepietra                     | Roma                  | Lazio                 |
| Vallerano                       | Viterbo               | Lazio                 |
| Vallermosa                      | Sud Sardegna          | Sardegna              |
| Vallerotonda                    | Frosinone             | Lazio                 |
| Vallesaccarda                   | Avellino              | Campania              |
| Valleve                         | Bergamo               | Lombardia             |
| Valli del Pasubio               | Vicenza               | Veneto                |
| Vallinfreda                     | Roma                  | Lazio                 |
| Vallio Terme                    | Brescia               | Lombardia             |
| Vallo della Lucania             | Salerno               | Campania              |
| Vallo di Nera                   | Perugia               | Umbria                |
| Vallo Torinese                  | Torino                | Piemonte              |
| Valloriate                      | Cuneo                 | Piemonte              |
| Valmacca                        | Alessandria           | Piemonte              |
| Valmadrera                      | Lecco                 | Lombardia             |
| Valmontone                      | Roma                  | Lazio                 |
| Valmorea                        | Como                  | Lombardia             |
| Valmozzola                      | Parma                 | Emilia-Romagna        |
| Valnegra                        | Bergamo               | Lombardia             |
| Valpelline                      | Aosta                 | Valle d'Aosta         |
| Valperga                        | Torino                | Piemonte              |
| Valprato Soana                  | Torino                | Piemonte              |
| Valsamoggia                     | Bologna               | Emilia-Romagna        |
| Valsavarenche                   | Aosta                 | Valle d'Aosta         |
| Valsinni                        | Matera                | Basilicata            |
| Valsolda                        | Como                  | Lombardia             |
| Valstrona                       | Verbano-Cusio-Ossola  | Piemonte              |
| Valtopina                       | Perugia               | Umbria                |
| Valtorta                        | Bergamo               | Lombardia             |
| Valtournenche                   | Aosta                 | Valle d'Aosta         |
| Valva                           | Salerno               | Campania              |
| Valvarrone                      | Lecco                 | Lombardia             |
| Valvasone Arzene                | Pordenone             | Friuli-Venezia Giulia |
| Valverde                        | Catania               | Sicilia               |
| Valvestino                      | Brescia               | Lombardia             |
| Vandoies                        | Bolzano               | Trentino-Alto Adige   |
| Vanzaghello                     | Milano                | Lombardia             |
| Vanzago                         | Milano                | Lombardia             |
| Vanzone con San Carlo           | Verbano-Cusio-Ossola  | Piemonte              |
| Vaprio d'Adda                   | Milano                | Lombardia             |
| Vaprio d'Agogna                 | Novara                | Piemonte              |
| Varallo                         | Vercelli              | Piemonte              |
| Varallo Pombia                  | Novara                | Piemonte              |
| Varano Borghi                   | Varese                | Lombardia             |
| Varano de' Melegari             | Parma                 | Emilia-Romagna        |
| Varapodio                       | Reggio Calabria       | Calabria              |
| Varazze                         | Savona                | Liguria               |
| Varco Sabino                    | Rieti                 | Lazio                 |
| Varedo                          | Monza e della Brianza | Lombardia             |
| Varenna                         | Lecco                 | Lombardia             |
| Varese                          | Varese                | Lombardia             |
| Varese Ligure                   | Spezia                | Liguria               |
| Varisella                       | Torino                | Piemonte              |
| Varmo                           | Udine                 | Friuli-Venezia Giulia |
| Varna                           | Bolzano               | Trentino-Alto Adige   |
| Varsi                           | Parma                 | Emilia-Romagna        |
| Varzi                           | Pavia                 | Lombardia             |
| Varzo                           | Verbano-Cusio-Ossola  | Piemonte              |
| Vasanello                       | Viterbo               | Lazio                 |
| Vasia                           | Imperia               | Liguria               |
| Vasto                           | Chieti                | Abruzzo               |
| Vastogirardi                    | Isernia               | Molise                |
| Vauda Canavese                  | Torino                | Piemonte              |
| Vazzano                         | Vibo Valentia         | Calabria              |
| Vazzola                         | Treviso               | Veneto                |
| Vecchiano                       | Pisa                  | Toscana               |
| Vedano al Lambro                | Monza e della Brianza | Lombardia             |
| Vedano Olona                    | Varese                | Lombardia             |
| Vedelago                        | Treviso               | Veneto                |
| Vedeseta                        | Bergamo               | Lombardia             |
| Veduggio con Colzano            | Monza e della Brianza | Lombardia             |
| Veggiano                        | Padova                | Veneto                |
| Veglie                          | Lecce                 | Puglia                |
| Veglio                          | Biella                | Piemonte              |
| Vejano                          | Viterbo               | Lazio                 |
| Veleso                          | Como                  | Lombardia             |
| Velezzo Lomellina               | Pavia                 | Lombardia             |
| Velletri                        | Roma                  | Lazio                 |
| Vellezzo Bellini                | Pavia                 | Lombardia             |
| Velo d'Astico                   | Vicenza               | Veneto                |
| Velo Veronese                   | Verona                | Veneto                |
| Velturno                        | Bolzano               | Trentino-Alto Adige   |
| Venafro                         | Isernia               | Molise                |
| Venaria Reale                   | Torino                | Piemonte              |
| Venarotta                       | Ascoli Piceno         | Marche                |
| Venasca                         | Cuneo                 | Piemonte              |
| Venaus                          | Torino                | Piemonte              |
| Vendone                         | Savona                | Liguria               |
| Venegono Inferiore              | Varese                | Lombardia             |
| Venegono Superiore              | Varese                | Lombardia             |
| Venetico                        | Messina               | Sicilia               |
| Venezia                         | Venezia               | Veneto                |
| Veniano                         | Como                  | Lombardia             |
| Venosa                          | Potenza               | Basilicata            |
| Ventasso                        | Reggio Emilia         | Emilia-Romagna        |
| Venticano                       | Avellino              | Campania              |
| Ventimiglia                     | Imperia               | Liguria               |
| Ventimiglia di Sicilia          | Palermo               | Sicilia               |
| Ventotene                       | Latina                | Lazio                 |
| Venzone                         | Udine                 | Friuli-Venezia Giulia |
| Verano                          | Bolzano               | Trentino-Alto Adige   |
| Verano Brianza                  | Monza e della Brianza | Lombardia             |
| Verbania                        | Verbano-Cusio-Ossola  | Piemonte              |
| Verbicaro                       | Cosenza               | Calabria              |
| Vercana                         | Como                  | Lombardia             |
| Verceia                         | Sondrio               | Lombardia             |
| Vercelli                        | Vercelli              | Piemonte              |
| Vercurago                       | Lecco                 | Lombardia             |
| Verdellino                      | Bergamo               | Lombardia             |
| Verdello                        | Bergamo               | Lombardia             |
| Verderio                        | Lecco                 | Lombardia             |
| Verduno                         | Cuneo                 | Piemonte              |
| Vergato                         | Bologna               | Emilia-Romagna        |
| Verghereto                      | Forlì-Cesena          | Emilia-Romagna        |
| Vergiate                        | Varese                | Lombardia             |
| Vermezzo con Zelo               | Milano                | Lombardia             |
| Vermiglio                       | Trento                | Trentino-Alto Adige   |
| Vernante                        | Cuneo                 | Piemonte              |
| Vernasca                        | Piacenza              | Emilia-Romagna        |
| Vernate                         | Milano                | Lombardia             |
| Vernazza                        | Spezia                | Liguria               |
| Vernio                          | Prato                 | Toscana               |
| Vernole                         | Lecce                 | Puglia                |
| Verolanuova                     | Brescia               | Lombardia             |
| Verolavecchia                   | Brescia               | Lombardia             |
| Verolengo                       | Torino                | Piemonte              |
| Veroli                          | Frosinone             | Lazio                 |
| Verona                          | Verona                | Veneto                |
| Veronella                       | Verona                | Veneto                |
| Verrayes                        | Aosta                 | Valle d'Aosta         |
| Verrès                          | Aosta                 | Valle d'Aosta         |
| Verretto                        | Pavia                 | Lombardia             |
| Verrone                         | Biella                | Piemonte              |
| Verrua Po                       | Pavia                 | Lombardia             |
| Verrua Savoia                   | Torino                | Piemonte              |
| Vertemate con Minoprio          | Como                  | Lombardia             |
| Vertova                         | Bergamo               | Lombardia             |
| Verucchio                       | Rimini                | Emilia-Romagna        |
| Vervio                          | Sondrio               | Lombardia             |
| Verzegnis                       | Udine                 | Friuli-Venezia Giulia |
| Verzino                         | Crotone               | Calabria              |
| Verzuolo                        | Cuneo                 | Piemonte              |
| Vescovana                       | Padova                | Veneto                |
| Vescovato                       | Cremona               | Lombardia             |
| Vesime                          | Asti                  | Piemonte              |
| Vespolate                       | Novara                | Piemonte              |
| Vessalico                       | Imperia               | Liguria               |
| Vestenanova                     | Verona                | Veneto                |
| Vestignè                        | Torino                | Piemonte              |
| Vestone                         | Brescia               | Lombardia             |
| Vetralla                        | Viterbo               | Lazio                 |
| Vetto                           | Reggio Emilia         | Emilia-Romagna        |
| Vezza d'Alba                    | Cuneo                 | Piemonte              |
| Vezza d'Oglio                   | Brescia               | Lombardia             |
| Vezzano Ligure                  | Spezia                | Liguria               |
| Vezzano sul Crostolo            | Reggio Emilia         | Emilia-Romagna        |
| Vezzi Portio                    | Savona                | Liguria               |
| Viadana                         | Mantova               | Lombardia             |
| Viadanica                       | Bergamo               | Lombardia             |
| Viagrande                       | Catania               | Sicilia               |
| Viale                           | Asti                  | Piemonte              |
| Vialfrè                         | Torino                | Piemonte              |
| Viano                           | Reggio Emilia         | Emilia-Romagna        |
| Viareggio                       | Lucca                 | Toscana               |
| Viarigi                         | Asti                  | Piemonte              |
| Vibo Valentia                   | Vibo Valentia         | Calabria              |
| Vibonati                        | Salerno               | Campania              |
| Vicalvi                         | Frosinone             | Lazio                 |
| Vicari                          | Palermo               | Sicilia               |
| Vicchio                         | Firenze               | Toscana               |
| Vicenza                         | Vicenza               | Veneto                |
| Vico del Gargano                | Foggia                | Puglia                |
| Vico Equense                    | Napoli                | Campania              |
| Vico nel Lazio                  | Frosinone             | Lazio                 |
| Vicoforte                       | Cuneo                 | Piemonte              |
| Vicoli                          | Pescara               | Abruzzo               |
| Vicolungo                       | Novara                | Piemonte              |
| Vicopisano                      | Pisa                  | Toscana               |
| Vicovaro                        | Roma                  | Lazio                 |
| Viddalba                        | Sassari               | Sardegna              |
| Vidigulfo                       | Pavia                 | Lombardia             |
| Vidor                           | Treviso               | Veneto                |
| Vidracco                        | Torino                | Piemonte              |
| Vieste                          | Foggia                | Puglia                |
| Vietri di Potenza               | Potenza               | Basilicata            |
| Vietri sul Mare                 | Salerno               | Campania              |
| Viganò                          | Lecco                 | Lombardia             |
| Vigano San Martino              | Bergamo               | Lombardia             |
| Vigarano Mainarda               | Ferrara               | Emilia-Romagna        |
| Vigasio                         | Verona                | Veneto                |
| Vigevano                        | Pavia                 | Lombardia             |
| Viggianello                     | Potenza               | Basilicata            |
| Viggiano                        | Potenza               | Basilicata            |
| Viggiù                          | Varese                | Lombardia             |
| Vigliano Biellese               | Biella                | Piemonte              |
| Vigliano d'Asti                 | Asti                  | Piemonte              |
| Vignale Monferrato              | Alessandria           | Piemonte              |
| Vignanello                      | Viterbo               | Lazio                 |
| Vignate                         | Milano                | Lombardia             |
| Vignola                         | Modena                | Emilia-Romagna        |
| Vignola-Falesina                | Trento                | Trentino-Alto Adige   |
| Vignole Borbera                 | Alessandria           | Piemonte              |
| Vignolo                         | Cuneo                 | Piemonte              |
| Vignone                         | Verbano-Cusio-Ossola  | Piemonte              |
| Vigo di Cadore                  | Belluno               | Veneto                |
| Vigodarzere                     | Padova                | Veneto                |
| Vigolo                          | Bergamo               | Lombardia             |
| Vigolzone                       | Piacenza              | Emilia-Romagna        |
| Vigone                          | Torino                | Piemonte              |
| Vigonovo                        | Venezia               | Veneto                |
| Vigonza                         | Padova                | Veneto                |
| Viguzzolo                       | Alessandria           | Piemonte              |
| Villa Bartolomea                | Verona                | Veneto                |
| Villa Basilica                  | Lucca                 | Toscana               |
| Villa Biscossi                  | Pavia                 | Lombardia             |
| Villa Carcina                   | Brescia               | Lombardia             |
| Villa Castelli                  | Brindisi              | Puglia                |
| Villa Celiera                   | Pescara               | Abruzzo               |
| Villa Collemandina              | Lucca                 | Toscana               |
| Villa Cortese                   | Milano                | Lombardia             |
| Villa d'Adda                    | Bergamo               | Lombardia             |
| Villa d'Almè                    | Bergamo               | Lombardia             |
| Villa d'Ogna                    | Bergamo               | Lombardia             |
| Villa del Bosco                 | Biella                | Piemonte              |
| Villa del Conte                 | Padova                | Veneto                |
| Villa di Briano                 | Caserta               | Campania              |
| Villa di Chiavenna              | Sondrio               | Lombardia             |
| Villa di Serio                  | Bergamo               | Lombardia             |
| Villa di Tirano                 | Sondrio               | Lombardia             |
| Villa Estense                   | Padova                | Veneto                |
| Villa Faraldi                   | Imperia               | Liguria               |
| Villa Guardia                   | Como                  | Lombardia             |
| Villa Lagarina                  | Trento                | Trentino-Alto Adige   |
| Villa Latina                    | Frosinone             | Lazio                 |
| Villa Literno                   | Caserta               | Campania              |
| Villa Minozzo                   | Reggio Emilia         | Emilia-Romagna        |
| Villa San Giovanni              | Reggio Calabria       | Calabria              |
| Villa San Giovanni in Tuscia    | Viterbo               | Lazio                 |
| Villa San Pietro                | Cagliari              | Sardegna              |
| Villa San Secondo               | Asti                  | Piemonte              |
| Villa Sant'Angelo               | L'Aquila              | Abruzzo               |
| Villa Sant'Antonio              | Oristano              | Sardegna              |
| Villa Santa Lucia               | Frosinone             | Lazio                 |
| Villa Santa Lucia degli Abruzzi | L'Aquila              | Abruzzo               |
| Villa Santa Maria               | Chieti                | Abruzzo               |
| Villa Santina                   | Udine                 | Friuli-Venezia Giulia |
| Villa Santo Stefano             | Frosinone             | Lazio                 |
| Villa Verde                     | Oristano              | Sardegna              |
| Villabassa                      | Bolzano               | Trentino-Alto Adige   |
| Villabate                       | Palermo               | Sicilia               |
| Villachiara                     | Brescia               | Lombardia             |
| Villacidro                      | Sud Sardegna          | Sardegna              |
| Villadeati                      | Alessandria           | Piemonte              |
| Villadose                       | Rovigo                | Veneto                |
| Villadossola                    | Verbano-Cusio-Ossola  | Piemonte              |
| Villafalletto                   | Cuneo                 | Piemonte              |
| Villafranca d'Asti              | Asti                  | Piemonte              |
| Villafranca di Verona           | Verona                | Veneto                |
| Villafranca in Lunigiana        | Massa-Carrara         | Toscana               |
| Villafranca Padovana            | Padova                | Veneto                |
| Villafranca Piemonte            | Torino                | Piemonte              |
| Villafranca Sicula              | Agrigento             | Sicilia               |
| Villafranca Tirrena             | Messina               | Sicilia               |
| Villafrati                      | Palermo               | Sicilia               |
| Villaga                         | Vicenza               | Veneto                |
| Villagrande Strisaili           | Nuoro                 | Sardegna              |
| Villalago                       | L'Aquila              | Abruzzo               |
| Villalba                        | Caltanissetta         | Sicilia               |
| Villalfonsina                   | Chieti                | Abruzzo               |
| Villalvernia                    | Alessandria           | Piemonte              |
| Villamagna                      | Chieti                | Abruzzo               |
| Villamaina                      | Avellino              | Campania              |
| Villamar                        | Sud Sardegna          | Sardegna              |
| Villamarzana                    | Rovigo                | Veneto                |
| Villamassargia                  | Sud Sardegna          | Sardegna              |
| Villamiroglio                   | Alessandria           | Piemonte              |
| Villandro                       | Bolzano               | Trentino-Alto Adige   |
| Villanova Biellese              | Biella                | Piemonte              |
| Villanova Canavese              | Torino                | Piemonte              |
| Villanova d'Albenga             | Savona                | Liguria               |
| Villanova d'Ardenghi            | Pavia                 | Lombardia             |
| Villanova d'Asti                | Asti                  | Piemonte              |
| Villanova del Battista          | Avellino              | Campania              |
| Villanova del Ghebbo            | Rovigo                | Veneto                |
| Villanova del Sillaro           | Lodi                  | Lombardia             |
| Villanova di Camposampiero      | Padova                | Veneto                |
| Villanova Marchesana            | Rovigo                | Veneto                |
| Villanova Mondovì               | Cuneo                 | Piemonte              |
| Villanova Monferrato            | Alessandria           | Piemonte              |
| Villanova Monteleone            | Sassari               | Sardegna              |
| Villanova Solaro                | Cuneo                 | Piemonte              |
| Villanova sull'Arda             | Piacenza              | Emilia-Romagna        |
| Villanova Truschedu             | Oristano              | Sardegna              |
| Villanova Tulo                  | Sud Sardegna          | Sardegna              |
| Villanovaforru                  | Sud Sardegna          | Sardegna              |
| Villanovafranca                 | Sud Sardegna          | Sardegna              |
| Villanterio                     | Pavia                 | Lombardia             |
| Villanuova sul Clisi            | Brescia               | Lombardia             |
| Villaperuccio                   | Sud Sardegna          | Sardegna              |
| Villapiana                      | Cosenza               | Calabria              |
| Villaputzu                      | Sud Sardegna          | Sardegna              |
| Villar Dora                     | Torino                | Piemonte              |
| Villar Focchiardo               | Torino                | Piemonte              |
| Villar Pellice                  | Torino                | Piemonte              |
| Villar Perosa                   | Torino                | Piemonte              |
| Villar San Costanzo             | Cuneo                 | Piemonte              |
| Villarbasse                     | Torino                | Piemonte              |
| Villarboit                      | Vercelli              | Piemonte              |
| Villareggia                     | Torino                | Piemonte              |
| Villaricca                      | Napoli                | Campania              |
| Villaromagnano                  | Alessandria           | Piemonte              |
| Villarosa                       | Enna                  | Sicilia               |
| Villasalto                      | Sud Sardegna          | Sardegna              |
| Villasanta                      | Monza e della Brianza | Lombardia             |
| Villasimius                     | Sud Sardegna          | Sardegna              |
| Villasor                        | Sud Sardegna          | Sardegna              |
| Villaspeciosa                   | Sud Sardegna          | Sardegna              |
| Villastellone                   | Torino                | Piemonte              |
| Villata                         | Vercelli              | Piemonte              |
| Villaurbana                     | Oristano              | Sardegna              |
| Villavallelonga                 | L'Aquila              | Abruzzo               |
| Villaverla                      | Vicenza               | Veneto                |
| Ville d'Anaunia                 | Trento                | Trentino-Alto Adige   |
| Ville di Fiemme                 | Trento                | Trentino-Alto Adige   |
| Villeneuve                      | Aosta                 | Valle d'Aosta         |
| Villesse                        | Gorizia               | Friuli-Venezia Giulia |
| Villetta Barrea                 | L'Aquila              | Abruzzo               |
| Villette                        | Verbano-Cusio-Ossola  | Piemonte              |
| Villimpenta                     | Mantova               | Lombardia             |
| Villongo                        | Bergamo               | Lombardia             |
| Villorba                        | Treviso               | Veneto                |
| Vilminore di Scalve             | Bergamo               | Lombardia             |
| Vimercate                       | Monza e della Brianza | Lombardia             |
| Vimodrone                       | Milano                | Lombardia             |
| Vinadio                         | Cuneo                 | Piemonte              |
| Vinchiaturo                     | Campobasso            | Molise                |
| Vinchio                         | Asti                  | Piemonte              |
| Vinci                           | Firenze               | Toscana               |
| Vinovo                          | Torino                | Piemonte              |
| Vinzaglio                       | Novara                | Piemonte              |
| Viola                           | Cuneo                 | Piemonte              |
| Vione                           | Brescia               | Lombardia             |
| Vipiteno                        | Bolzano               | Trentino-Alto Adige   |
| Virle Piemonte                  | Torino                | Piemonte              |
| Visano                          | Brescia               | Lombardia             |
| Vische                          | Torino                | Piemonte              |
| Visciano                        | Napoli                | Campania              |
| Visco                           | Udine                 | Friuli-Venezia Giulia |
| Visone                          | Alessandria           | Piemonte              |
| Visso                           | Macerata              | Marche                |
| Vistarino                       | Pavia                 | Lombardia             |
| Vistrorio                       | Torino                | Piemonte              |
| Vita                            | Trapani               | Sicilia               |
| Viterbo                         | Viterbo               | Lazio                 |
| Viticuso                        | Frosinone             | Lazio                 |
| Vito d'Asio                     | Pordenone             | Friuli-Venezia Giulia |
| Vitorchiano                     | Viterbo               | Lazio                 |
| Vittoria                        | Ragusa                | Sicilia               |
| Vittorio Veneto                 | Treviso               | Veneto                |
| Vittorito                       | L'Aquila              | Abruzzo               |
| Vittuone                        | Milano                | Lombardia             |
| Vitulano                        | Benevento             | Campania              |
| Vitulazio                       | Caserta               | Campania              |
| Viù                             | Torino                | Piemonte              |
| Vivaro                          | Pordenone             | Friuli-Venezia Giulia |
| Vivaro Romano                   | Roma                  | Lazio                 |
| Viverone                        | Biella                | Piemonte              |
| Vizzini                         | Catania               | Sicilia               |
| Vizzola Ticino                  | Varese                | Lombardia             |
| Vizzolo Predabissi              | Milano                | Lombardia             |
| Vo'                             | Padova                | Veneto                |
| Vobarno                         | Brescia               | Lombardia             |
| Vobbia                          | Genova                | Liguria               |
| Vocca                           | Vercelli              | Piemonte              |
| Vodo di Cadore                  | Belluno               | Veneto                |
| Voghera                         | Pavia                 | Lombardia             |
| Voghiera                        | Ferrara               | Emilia-Romagna        |
| Vogogna                         | Verbano-Cusio-Ossola  | Piemonte              |
| Volano                          | Trento                | Trentino-Alto Adige   |
| Volla                           | Napoli                | Campania              |
| Volongo                         | Cremona               | Lombardia             |
| Volpago del Montello            | Treviso               | Veneto                |
| Volpara                         | Pavia                 | Lombardia             |
| Volpedo                         | Alessandria           | Piemonte              |
| Volpeglino                      | Alessandria           | Piemonte              |
| Volpiano                        | Torino                | Piemonte              |
| Volta Mantovana                 | Mantova               | Lombardia             |
| Voltaggio                       | Alessandria           | Piemonte              |
| Voltago Agordino                | Belluno               | Veneto                |
| Volterra                        | Pisa                  | Toscana               |
| Voltido                         | Cremona               | Lombardia             |
| Volturara Appula                | Foggia                | Puglia                |
| Volturara Irpina                | Avellino              | Campania              |
| Volturino                       | Foggia                | Puglia                |
| Volvera                         | Torino                | Piemonte              |
| Vottignasco                     | Cuneo                 | Piemonte              |